# Olympus-1
Pour les articles homonymes, voir Olympus.
Olympus-1  ou  L-Sat (Large Satellite) est un satellite de télécommunication expérimental de l'Agence spatiale européenne lancé en 1989 et mis hors service en 1993. Le satellite a été utilisé pour tester plusieurs techniques au niveau de la charge utile et a inauguré une plateforme de nouvelle génération. Ses dimensions firent de lui en son temps le plus grand satellite civil de télécommunication. Il est lancé le 12 juillet 1989 par lanceur Ariane de la base de Kourou en Guyane. Sa durée de vie prévue était de 7 ans mais il fut mis hors service mi-août 1993 à la suite de plusieurs défaillances.  Le satellite est construit par  British Aerospace  pour un coût total de 850 millions de dollars  avec comme principaux sous-traitants   Alenia Spazio,  Fokker, Matra Marconi (en) et  Spar Aérospatiale. Les pays participants à sa réalisation sont l'Autriche, la Belgique, le Canada, le Danemark, l'Italie, les Pays-Bas, l'Espagne et le Royaume-Uni.

## Caractéristiques Techniques
Le satellite a une masse de 2 612 kg dont 359 kg pour la charge utile et 1 328 kg  d'ergols. C'est un parallélépipède de 2,9 × 2,7 × 5,6 m. Il est équipé de deux ensembles de panneaux solaires déployés en orbite portant son envergure à 27,5 m et qui fournissent 3 600 watts.

### Charge utile
Plusieurs dispositifs expérimentaux ont été testés par Olympus comme la mise en œuvre de  la bande Ka pas assurer le relais entre deux satellites - système  In-Orbit
Communications (IOC) - ou l'utilisation du satellite pour des émissions en direct vers les utilisateurs de télévision ou de radio, pour les communications téléphoniques interurbaines et les communications des entreprises.
La charge utile comprenait :  
- Deux émetteurs de 230 W dans la fréquence 12,2 GHz pour la diffusion d'émission radio et télévision à destination d'utilisateurs finaux équipés d'antenne de 45 cm et 90 cm. Une antenne diffusant vers l'Italie l'autre vers l'Europe
- Quatre émetteurs de 30 W dans la fréquence 12,5 GHz utilisés pour la transmission de données à haut débit, la réalisation de vidéoconférences et la diffusion d'émissions de télévision
- Deux émetteurs de 30 W dans la fréquence 19 GHz utilisés pour la  réalisation de vidéoconférences
- 2 répondeurs de 20 GHz et 30 GHz   utilisés pour effectuer des recherches dans le domaine de la propagation des ondes

## Déroulement de la mission
Le satellite est placé le 12 juillet 1989 par un lanceur Ariane 3 sur une orbite géostationnaire à la longitude 19°W. La plupart des objectifs fixés au satellite expérimental sont remplis, lorsqu'en janvier 1991 l'une des deux panneaux solaires ne parvient plus à se caler dans la direction du Soleil ce qui prive le satellite de la moitié de son énergie. Le 29 mai 1991, un problème de contrôle d'orientation est aggravé par l'envoi de commandes erronées depuis la station terrestre de Fucino en Italie. Cette erreur cause des dysfonctionnements majeurs de la propulsion, du système distribuant l'énergie et du système de contrôle thermique. Le contrôle du satellite est perdu et celui-ci part en rotation tout en s'éloignant de sa position nominale. Les contrôleurs du centre de Darmstadt parviennent à reprendre le contrôle du satellite le 19 juin 1992 mais au prix d'une forte consommation d'ergols. Le 12 août 1993, le satellite part en rotation, il a sans doute été percuté par un météore du groupe des Perséides. Le satellite reste en service mais le centre de contrôle terrestre doit sans cesse s'efforcer de le stabiliser. Rapidement, les réserves de carburant s'épuisent et le satellite quitte ainsi son orbite géostationnaire. Il est finalement placé sur une orbite cimetière à une altitude inférieure et mis hors service le 12 août 1993.